# Шахматные часы

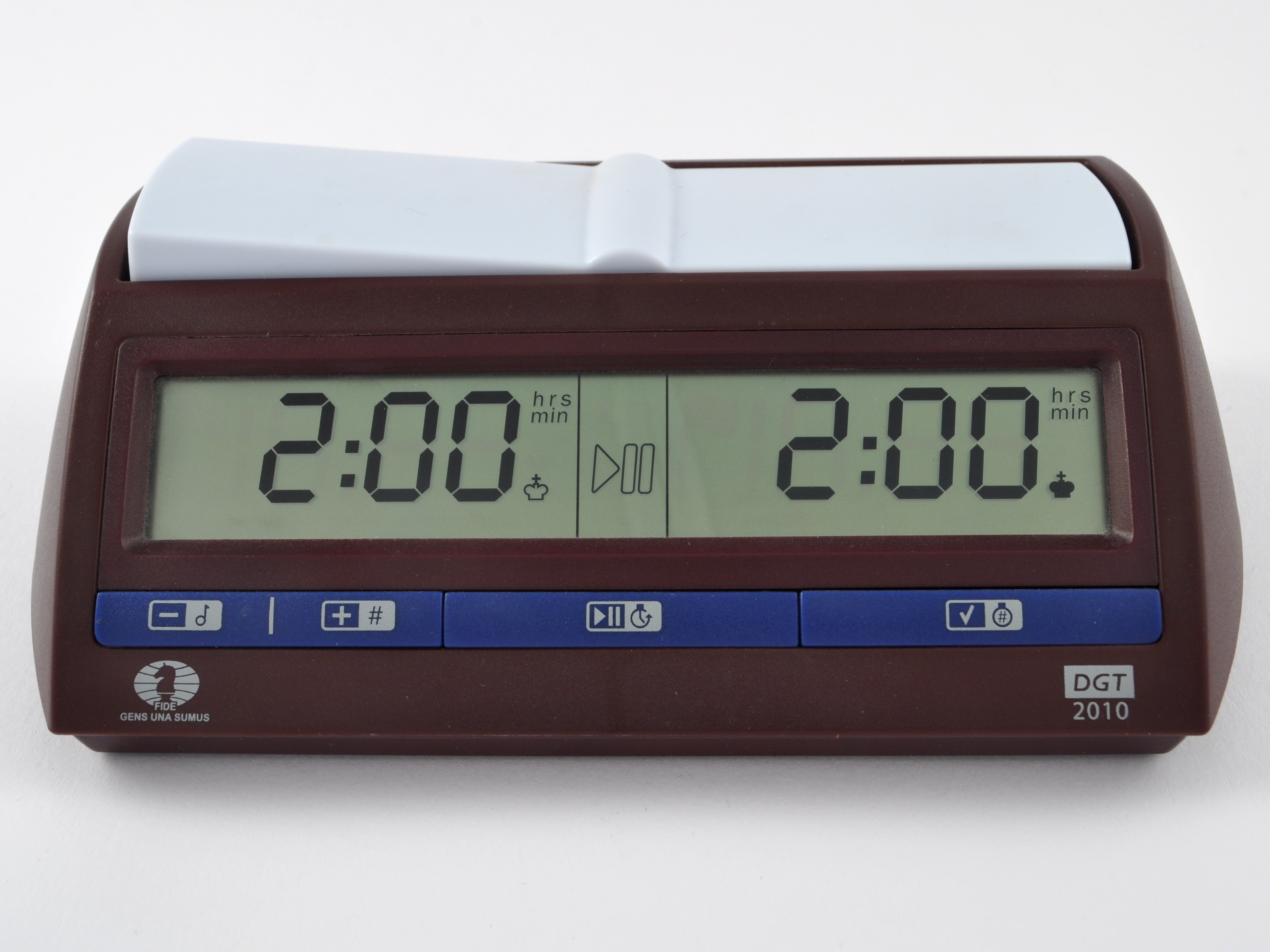
Электронные шахматные часы DGT 2010, применяемые на турнирах ФИДЕ

Шахматные часы — механический или электронный прибор, используемый для осуществления контроля времени в шахматах, состоящий из двух часов, объединённых специальным механизмом, позволяющим идти только одним часам в любой момент шахматной партии, при этом позволяя нажатием кнопки сменить идущие часы. В случае электронных часов это одни часы (тактовый генератор на кварцевом осцилляторе, как и микроконтроллер, общий) с двумя индикаторами времени, а смена отсчёта для игрока происходит программно, на корпусе также есть кнопка (см. фото)

## История

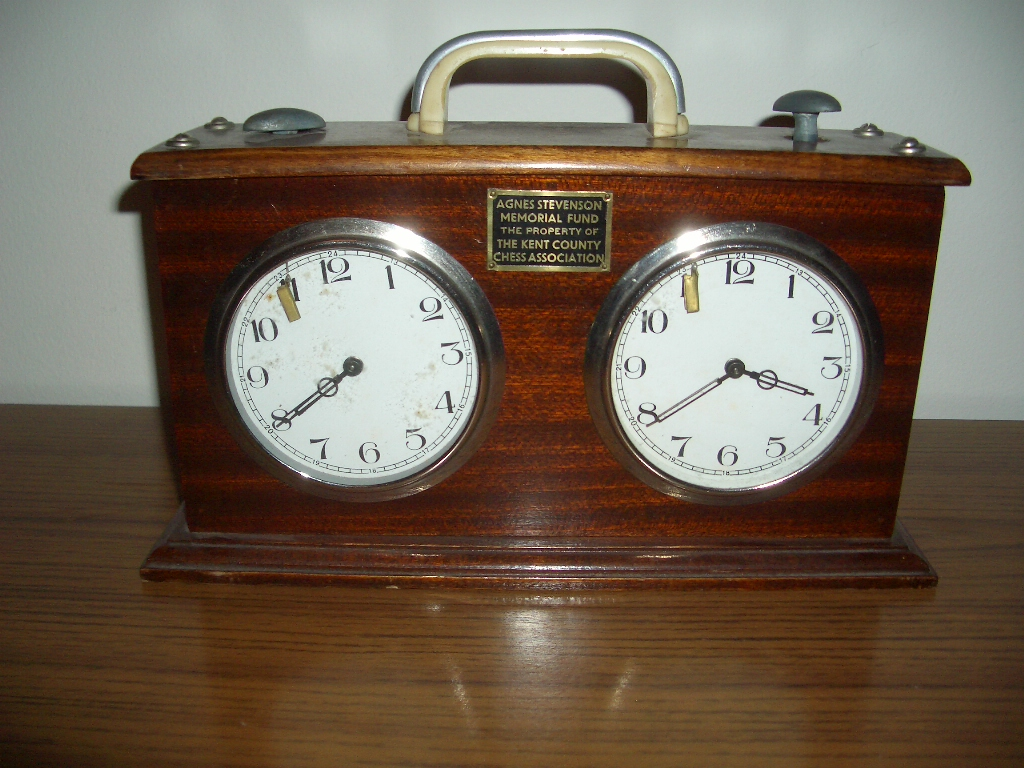
Старинные механические часы

Первые попытки наладить контроль времени были осуществлены в шахматноподобной игре шатрандж в древнем арабском Востоке.
В Европе шахматные партии игрались без контроля времени. Нередко случалось, что игрок, имея заведомо проигрышную позицию или просто из «стратегических» соображений, брал соперника «на измор». То есть, он намеренно затягивал партию в надежде, что соперник устанет, будет делать ошибки, проиграет. Иногда это удавалось. Партии тянулись много часов подряд, а то и сутками.
На первом международном турнире 1851 года помощник судьи, фиксировавший ходы в партии Уильямс — Маклоу, сделал историческую запись: «Партия осталась неоконченной, поскольку оба противника заснули…» Ещё один пример: в том же году Стаунтон, не выдержав медлительности своего противника Уильямсa, сдал матч при счете +6−2=3 в свою пользу, при том, что по регламенту матч игрался до 7 побед.
Через два года в матче Гарвиц — Левенталь впервые соперникам установили лимит времени по 10 минут на обдумывание хода. Часы использовались песочные, у каждого свои, а за превышение времени взыскивался денежный штраф. В 1866 году в матче Андерсен — Стейниц песочные часы заменили механическими, правда, они были не с двумя кнопками, как сейчас, а обычные.
Впервые специальные шахматные часы были сконструированы английским шахматистом-любителем Томасом Брайтом Уилсоном (T. B. Wilson), инженером из Ланкашира, и применены на турнире в Лондоне в 1883 году. Год спустя первый патент на промышленное производство шахматных часов получил Амандус Ширвотер (Amandus Schierwater), а в 1886 году они уже появились в продаже в магазинах Ливерпуля.
В 1899 году впервые на шахматных часах появился «флажок», индицирующий трехминутный интервал до окончания лимита времени. Идею «флажка» предложил Д. Б. Мейер (D. B. Meijer).
Прообраз нынешних механических шахматных часов с двумя кнопочными переключателями был создан в 1900 году, стараниями Винхоффа (Veenhoff). В 1920-х годах появились первые электрические шахматные часы. Первые электронные шахматные часы были изготовлены в СССР, в Киеве в 1964 году. После получения в 1989 году Бобби Фишером патента на электронные шахматные часы последние стали одними из наиболее используемых.

## Выполняемые функции
Шахматные часы используются для того, чтобы фиксировать время, затрачиваемое игроками на обдумывание ходов, и сигнализировать, когда у кого-то из игроков истечёт лимит времени, предоставленный ему по правилам состязания.
Любые шахматные часы имеют два часовых механизма (возможно, с общими элементами), которые включаются попеременно: когда один работает, другой простаивает. На каждом из механизмов устанавливается лимит времени, отведённый игроку. Когда этот лимит подходит к концу, часы визуально сигнализируют, что лимит истёк. Исторически функцию сигнализатора выполняла закреплённая на оси маленькая красная стрелка-флажок, которая при приближении минутной стрелки к отметке «12» сначала поднималась, а затем резко падала, показывая, что время истекло.
Также имеется, как минимум, две кнопки управления (по одной на игрока). Часы устанавливаются рядом с игровым полем, настраиваются и запускаются в начале игры. Первоначально включается механизм со стороны того игрока, который должен ходить первым. Сделав ход, игрок нажимает кнопку на своей стороне часов, после чего его часовой механизм останавливается, а механизм противника — включается. Соперник, сделав свой ход, в свою очередь, снова переключает часы. Таким образом, каждый из часовых механизмов работает только тогда, когда соответствующий игрок обдумывает свой ход.

## Виды шахматных часов

### Механические

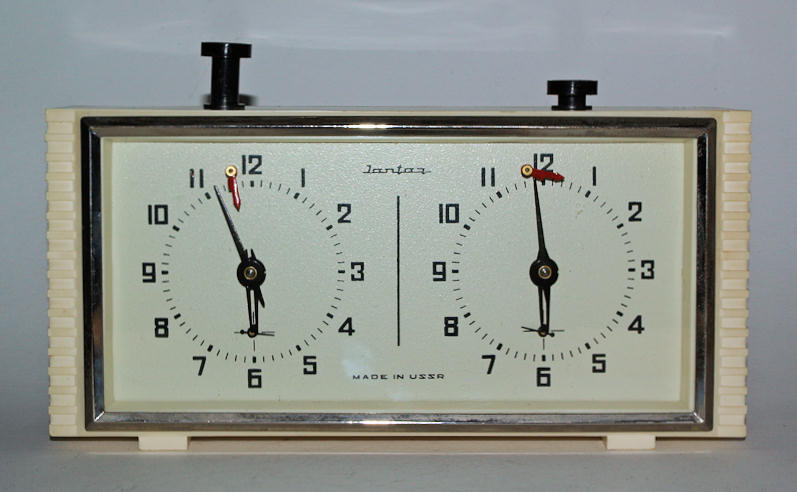
Механические шахматные часы «Янтарь»

Классические шахматные часы представляют собой два обычных механических или электромеханических часовых механизма, каждый с собственным циферблатом, смонтированные в одном корпусе и снабжённые механической системой переключения, состоящей из двух кнопок и нескольких рычагов. Флажок — это обычная небольшая стрелка, закреплённая на оси на циферблате каждого из часовых механизмов, в обычном положении висящая на оси под собственным весом вертикально вниз. При приближении времени игрока к «нулевой отметке» минутная стрелка приподнимает флажок. После прохождения стрелкой крайнего верхнего положения она выходит из-под флажка, и флажок «падает» (возвращается в вертикальное положение). Существует конструкция, в которой стрелки идут в обратную сторону («против часовой стрелки»), чтобы положение стрелок на циферблате в любой момент правильно показывало оставшееся у игрока время, но обычно механизм часов вполне традиционен.
Такой вид шахматные часы приняли в 1900 году. В течение века в них менялись только материалы и внешнее оформление, принцип работы оставался неизменным. Используют эти часы по сей день, хотя в серьёзных соревнованиях всё чаще начинают применяться электронные часы, обеспечивающие автоматизацию более сложных систем контроля времени.

### Электронные шахматные часы

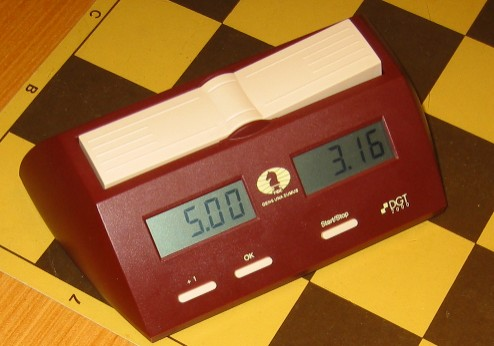
Электронные шахматные часы

После появления электронных часов, естественно, появилась и электронная модификация часов шахматных. Простейший вариант таких часов отличается от механических лишь принципом работы часовых механизмов и переключателя, то есть представляет собой просто два попеременно включаемых таймера обратного отсчёта. Эти часы не представляют специального интереса.
Однако использование новых[когда?] технологий позволило не только изменить вид и принцип действия шахматных часов, но и придать им новые функции. Современные электронные часы, в отличие от своих механических предков, могут:
- самостоятельно считать сделанные игроками ходы;
- отслеживать несколько последовательных периодов партии, переходя от одного к другому в заданные моменты и автоматически перенося накопленное время в новый период;
- поддерживать разнообразные схемы контроля времени, в том числе «Часы Бронштейна», «Часы Фишера», «Шахматные песочные часы» и др.;
- сигнализировать о просрочке времени одним из игроков и останавливаться при этом автоматически.

## Правила игры с часами
Общие принципы использования контрольных часов заключаются в следующем:
- Часы, на которых установлен лимит времени для каждого из игроков, располагаются рядом с игровой доской. Часы не запускаются до начала партии (на механических часах обе кнопки находятся в полунажатом состоянии — в таком положении ни один из механизмов не работает).
- В момент начала партии часы запускает судья либо тот из игроков, который ходит вторым. В электронных часах может быть отдельная кнопка запуска/остановки, в механических просто нажимается кнопка со стороны второго игрока.
- Сделав ход, игрок нажимает кнопку переключения на своей стороне часов, останавливая свой таймер и запуская таймер противника. При этом:
  - Переключение часов может выполняться только после завершения всех действий, связанных с ходом (перестановка своих фигур, снятие битых и пр.).
  - Требуется, чтобы игрок переключал часы той же рукой, которой делает ход (чтобы исключить споры о том, было ли выполнено предыдущее условие).
- Если используются механические часы и лимит времени состоит из нескольких периодов, то по завершении очередного периода часы перенастраиваются судьёй.
- Если на часах «упал флажок», то есть зафиксировано истечение времени одного из игроков, этот игрок считается проигравшим.

Специальные правила могут регулировать различные неоднозначные моменты в использовании часов. Они различны в разных играх и, к тому же, могут меняться в зависимости от правил конкретного турнира. Например, в шахматах, согласно правилам ФИДЕ, если истечение времени у кого-то из игроков обнаружено уже после того, как на доске поставлен мат, то поставивший мат объявляется победителем независимо от того, чьё время истекло; проигрыш за просрочку времени присуждается только в такой позиции, где игрок, просрочивший время, в принципе мог бы получить мат (хотя бы при самой плохой, кооперативной игре). Если же мат нельзя поставить никакой последовательностью легальных ходов (например, у противника голый король), то объявляется ничья.
Часы используют в разных видах шахмат. В каждом из них есть свое ограничение по времени. Например:
- блиц — игра, в которой шахматисты имеют до 10 минут;
- быстрые шахматы — в такой партии каждый игрок получает от 10 до 60 минут;
- классические шахматы — шахматистам даётся более 60 минут, либо несколько периодов игры.